# Seattle Eskimos
Die Seattle Eskimos waren ein US-amerikanisches Eishockeyfranchise der Pacific Coast Hockey League aus Seattle, Washington.  

## Geschichte
Das Franchise der Seattle Eskimos nahm 1928 den Spielbetrieb in der neu gegründeten Pacific Coast Hockey League auf, deren Meisterschaft die Eskimos 1931 gewannen. Als die PCHL nach drei Jahren vorübergehend aufgelöst wurde, stellte die Mannschaft den Spielbetrieb wieder ein. 
In der Folgezeit spielten mit den Seattle Olympics, Seattle Seahawks, Seattle Ironmen und Seattle Stars noch weitere Mannschaften aus Seattle in der PCHL.